# Xyris festucifolia
Xyris festucifolia là một loài thực vật hạt kín trong họ Hoàng đầu. Loài này được Hepper miêu tả khoa học đầu tiên năm 1968.